# Pseudonadagara semicolor
Pseudonadagara semicolor là một loài bướm đêm trong họ Geometridae.